# 奧蘭治維爾 (印地安納州迪卡爾布縣)
奧蘭治維爾（英語：Orangeville）是位於美國印地安納州迪卡爾布縣的一個非建制地區。該地的面積和人口皆未知。

## 地理
奧蘭治維爾的座標為41°20′09″N 84°51′25″W / 41.33583°N 84.85694°W，而該地的平均海拔高度為250米（即820英尺）。